# エドマンド・T・アレン
エドマンド・T・アレン（Edmund T. Allen、1896年1月4日 - 1943年2月18日 ）は、アメリカのボーイング社で活動していた技術者、飛行士、テストパイロット。

## 略歴
1939年にはボーイング社においてチーフテストパイロットを務めていた。その技量は高く評価され、当時の保険会社は「エディ・アレンがパイロットでなければ保険金をかけることができない」と主張したほどであった。技術者としても優秀で、ボーイング社に風洞実験室の建設を提言している。インフレの最中であったにもかかわらず提言は採用され、ワシントン州シアトルに風洞実験室の建設が開始されたが、アレンは完成前に事故死した（後述）。

### B-29のテストパイロット
1942年、当時ボーイング社で開発中であった最新鋭の超重爆撃機B-29のテストパイロットとなる。9月21日には試作第一号機XB-29-BO（製造番号41-002）のテスト飛行を一時間半にわたって行い、同機に高い評価を与えている。同機でのテストは12月まで23回行われ、アレンは27時間飛行した。この少ない飛行時間数は初期のB-29に多発したエンジントラブルの影響で、12月28日には飛行中にエンジンから出火し、急遽ボーイング飛行場に引き返すトラブルを経験した。12月30日からは引き続いて試作二号機（製造番号41-003）のテストも担当したが、初回のテスト飛行からエンジントラブルに悩まされた。同日の初飛行は開始後すぐに打ち切られ、エンジンを交換するまでテスト飛行そのものが中止される事態となった。二カ月後の1943年2月18日、エンジンを換装して再開された二号機のテスト飛行では再びテストパイロットを務めたが、これがアレンの最後のフライトになった。二号機は離陸後数分経たないうちにエンジンが火災を発生した。アレンは消火不可能と判断し飛行場に帰還しようとしたが、すでに主翼が大きく破壊されており飛行不能に陥っており、機はシアトルの軽工業地帯に存在した食品工場に墜落。爆発炎上しエディは彼のチーム10人とともに死亡した。